# Homotetramer
Homotetramer je proteinski kompleks koji se sastoji od četiri identične podjedinice koje su nekovalentno vezane. Heterotetramer je analogni kompleks sa četiri podjedinice koje se reazlikuji.
Primeri homotetramera su: enzimi poput beta-glukuronidaze (na slici); eksportni faktori kao što je SecB iz Ešerihije koli i jonski transporteri magnezijuma, npr. CorA.